# Mais de Deus
Mais de Deus é o nono álbum de estúdio do grupo cristão Santa Geração, liderado por Antônio Cirilo, sendo o décimo segundo de toda a sua discografia. Contando também com canções gravadas ao vivo, o disco mescla longas canções com características congregacionais unindo o hard rock e o rock progressivo dos anos 80 com nuances. O projeto gráfico, que não contém fotos foi feito pela Imaginar Design.

## Faixas
1. "Eu quero Tua Glória ó Deus" (Ao vivo)
2. "Mais de Deus"
3. "Toma-me em Teus Braços"
4. "Mais que Vencedor" (Ao vivo)
5. "Tua Presença é Real" (Ao vivo)
6. "Exaltação" (Ao vivo)
7. "Intimidade" (Ao vivo)
8. "Apocalipse 7:12"